# Biserica „Adormirea Maicii Domnului” din Mihălașa
Biserica „Adormirea Maicii Domnului” este o biserică amplasată în Mihălașa, raionul Telenești, Republica Moldova. Este un monument arhitectural de importanță națională inclus în Registrul monumentelor Republicii Moldova ocrotite de stat cu nr. 1511 (raionul Telenești). Datează din sec. XIX.